# Ciclo de vida de la tecnología
El ciclo de vida de una tecnología es el proceso de evolución que toda tecnología tiene en el tiempo. Éste se caracteriza por tener cuatro etapas.
En la "primera etapa", sólo se encuentra a disposición de pocos individuos, para luego llegar a ser conocida por todo el mercado. En la "última etapa" la tecnología está saturada y lista para salir del mercado. Es por todo lo anterior que se puede afirmar que cada tecnología tiene un ciclo de vida, que se diferencia en la duración de cada etapa y esto va dependiendo de las características y el sector donde se distribuya.
Para analizar los ciclos de las tecnologías se crea una curva llamada "S" por su forma en la gráfica y con esto se logra identificar la duración de cada periodo, dependiendo de la tecnología analizada. También se conoce una clasificación según la madurez del objeto o tecnología en cuestión, para así realizar estrategias en el proceso de comercialización con respecto a la etapa en que se encuentran.

## Curva S
La Curva S creada por Richard N. Foster (1987) relaciona el esfuerzo que se debe realizar, medido en recursos utilizados, para desarrollar una tecnología con los resultados obtenidos. Esto es que indica la evolución de la tecnología en el tiempo, donde a medida que aumenta su nivel de madurez hay que hacer mayores esfuerzos para aumentar el rendimiento esperado de la tecnología.
La curva S se divide en cuatro etapas que conforman el Ciclo de Vida, cada una de ellas puede variar tanto en el eje X, como en el eje Y, según la tecnología que se esté analizando, ya que cada objeto o tecnología tiene diferentes mercados meta, por ende estos productos no son recibidos de la misma manera en todos los sectores de la sociedad.

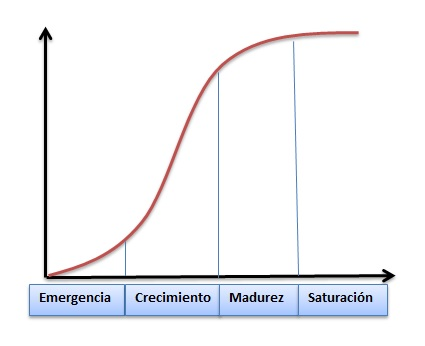
Gráfico de Las Etapas del Ciclo de Vida
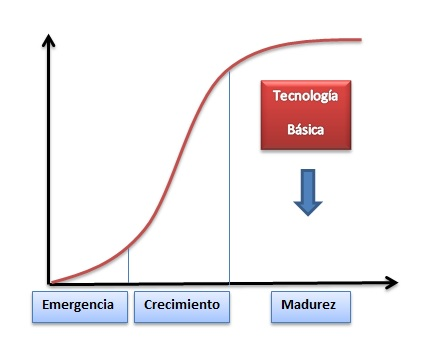
Tecnología Básica

Etapas del ciclo de vida

### Emergencia o introducción
Es el proceso donde se introduce la tecnología al mercado, el desarrollo es incipiente porque es una inversión reciente que llama la atención de los consumidores, creando en ellos el entusiasmo suficiente para querer tenerlo antes que los demás clientes. El mercado donde se hace presente esta etapa es monopolístico u oligopolístico ya que sólo unos pocos pueden tener acceso a la tecnología. La distribución de ejemplares tecnológicos es baja dado que aún no se conoce en el mercado, los costos son muy altos y los beneficios son casi nulos. En esta etapa, la empresa que quiere comercializar el producto debe invertir en la promoción de la tecnología, ya que como sus atributos no son conocidos por la sociedad, existe muy poco interés por querer adquirir y probar los nuevos beneficios de la tecnología ofrecida.

### Crecimiento o crecimiento temprano
Es el proceso donde se realiza una mejora de las características de la nueva tecnología, esta se encuentra en pleno desarrollo, por lo que se logra una apertura del mercado con presencia de nuevos competidores. La tecnología se encuentra en pleno posicionamiento en el mercado, por ende se debe realizar una gran inversión en la promoción para conservar o aumentar el posicionamiento logrado en la etapa anterior y así tener como objetivo no dar espacio a los competidores entrantes que ofrecen tecnologías iguales o similares. Es por lo anterior que los costos siguen aumentado, pero los beneficios aumentan en mayor proporción que en la etapa de emergencia, entonces existen rendimientos positivos para el distribuidor del producto.

### Madurez o crecimiento tardío
Es el proceso donde la tecnología se estabiliza en el mercado, las características que estaban fallando según los consumidores han sido arregladas y se realizó suficiente promoción en el mercado meta para que la mayor cantidad de clientes tengan y conozcan la tecnología. También se consolida la competencia, por lo que casi no entran nuevos competidores al mercado. La tecnología se encuentra en el periodo más rentable, sus costos son mínimos porque no se necesitan grandes inversiones para permanecer en el mercado, ya que es de pleno conocimiento de los consumidores y los beneficios permanecen estables con una pequeña desviación al alza. Los costos e inversiones se limitan a mejorar algunos de los atributos de la tecnología, para ir adaptándola al variante mundo en el que se encuentran inmerso. Además, es fundamental conservar la calidad debido a que es un factor clave para los clientes al momento de elegir entre competidores.

### Saturación o declive
La tecnología y los beneficios disminuyen debido a que los consumidores prefieren tecnologías con mejores rendimientos. Es importante destacar que existen tecnologías que no llegan a esta etapa debido a que en la etapa anterior van adaptando sus características según las necesidades del mundo cambiante, con esto aumentan los gastos por las innovaciones al producto, pero también aumentan los beneficios en mayor cuantía debido a la necesidad que generan las tecnologías en los usuarios.

## Clasificación de las tecnologías según su madurez[4]

### Tecnología emergente
Tecnología con un gran potencial para cambiar la base competitiva de una actividad. Tiene un gran potencial de desarrollo asociado a un alto nivel de incertidumbre, debido a que los consumidores pueden optar o no por la tecnología, los creadores de ella deben ocupar estrategias que incentiven a los clientes a probar y ocupar el producto en el tiempo. Si se logra interiorizar la tecnología, probablemente pueda llegar a ser clave. Esta clasificación de tecnología se encuentra asociada a la fase embrionaria o de emergencia de la Curva S.

### Tecnología clave
Tecnología crítica donde se encuentra la ventaja competitiva de los competidores del rubro, los distribuidores del producto tienen la primicia de lanzar una tecnología con nuevos atributos que atraen clientes, determinando la posición de la empresa en el mercado. Esta etapa debe ser maximizada antes que aparezcan competidores que ofrezcan productos con iguales atributos pero con mejores precios. En un futuro cercano pasará a ser una tecnología base. Esta clasificación de tecnología se encuentra asociada a la fase de crecimiento de la Curva S.

### Tecnología base
Tecnología que es necesaria para un rubro; sin embargo, no presenta diferencias con sus competidores. Todas las empresas ofrecen la tecnología que satisface las mismas necesidades, por ende queda a elección del cliente la empresa distribuidora que le genere mayores beneficios. Algunas de ellas pasarán a quedar obsoletas o serán reemplazadas por las que hoy son claves. Esta clasificación de tecnología se encuentra asociada a la fase de madurez de la Curva S.

## Ejemplo
Para entender cómo funciona el Ciclo de Vida de una tecnología, se analizarán los celulares con teclado Qwerty. El primero de ellos fue el celular Nokia 9000 lanzado en el año 1996 y tenía como objetivo facilitar el uso del aparato a los consumidores y adaptarse a sus necesidades cambiantes. Luego de que Nokia lanzara el primero, lo siguieron marcas como Blackberry y Sony Ericsson, que vieron el gusto de la sociedad por celulares con este tipo de teclados.
Ciclo de vida

### Emergencia o introducción
Nokia lanzó el primer celular con teclado Qwerty y el desarrollo fue incipiente. Los consumidores se interesaron debido a la gran promoción que hizo la empresa para dar a conocer los beneficios que otorgaban este tipo de teclados en un aparato móvil, además de buscar satisfacer su necesidad de facilitar la comunicación mediante el uso de los celulares. También, las empresas de la competencia miraban de cerca la aceptación que tuvo el teclado Qwerty en los clientes.

### Saturación o crecimiento temprano
En esta etapa los competidores, Blackberry y Sony Ericsson, lanzaron celulares con este tipo de teclado debido a la gran aceptación que tuvo en los usuarios, además las diferentes compañías que los ofrecían mejoraron las características, ya sean los tamaños de las letras y la distribución de ellas. La promoción era inminente, ya que todas las compañías que vendían estos aparatos querían captar nuevos consumidores que pudieran aprovechar los nuevos atributos ofrecidos,

### Madurez o crecimiento tardío
En esta etapa todos los usuarios de aparatos móviles conocen los teclados Qwerty, las compañías hicieron todas las mejoras y promociones necesarias, es decir, ya captaron a la mayoría de los clientes interesados en los aparatos móviles con este tipo de teclados. Existe estabilidad en las ventas y los costos de mejorar los atributos son mínimos, por lo que los distribuidores de la tecnología disfrutan de los beneficios económicos.

### Saturación o declive
Llegan los aparatos móviles con teclados Touch, la tecnología Qwerty va quedando obsoleta debido a que para los consumidores es más fácil ocupar la tecnología Touch. En la actualidad casi no existen celulares con teclas, las compañías se han ido adaptando a las necesidades de la sociedad, creando celulares que evolucionan y adquieren nuevos atributos, esto es que los aparatos con teclado Qwerty fueron reemplazados por marcas que ofrecen la tecnología que se encuentra en auge.